# 鄧池溝聖母領報堂
鄧池溝聖母領報堂，俗稱鄧池溝天主堂，屬天主教嘉定教區。該堂位於四川省雅安市寶興縣穆坪鎮鹽井鄉（今蜂桶寨鄉）戴維村（戴維小鎮），文物遺址年代判定為清。2002年12月27日公佈為四川省第六批省級文物保護單位。

## 建築
聖母領報堂原為神學院，外表是一座四川風格的全木質結構建築，主堂內部則是歐洲哥德式風格，頂部置有聖體光樣式的小型十字架。這座四合院式的建築，其中兩面是由三層樓建築組成，另兩面分別是教堂本體建築和一座面向山谷的立面，整體面積大約3,500平方米。

## 熊貓故鄉
法國遣使會神父譚衛道於1869年在鄧池溝聖母領報堂從事福傳工作和動植物研究時發現大熊貓，此地也被譽為全球首隻大熊貓發現地、熊貓故鄉。為了紀念他，在當地興建了戴維小鎭（譚衛道本名是阿爾芒·戴維）。現在聖母領報堂內保存了譚衛道神父的起居、研究動植物經過及發現熊貓的過程等資料。

## 圖集

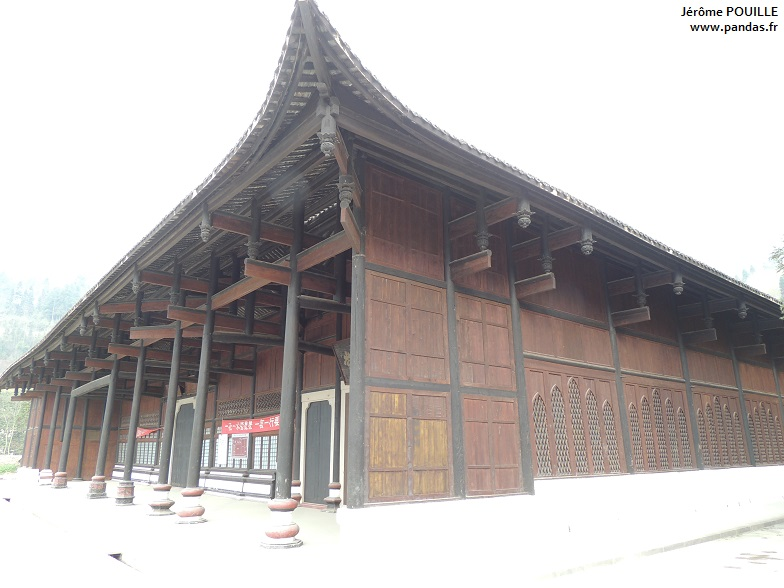
聖母領報堂外觀
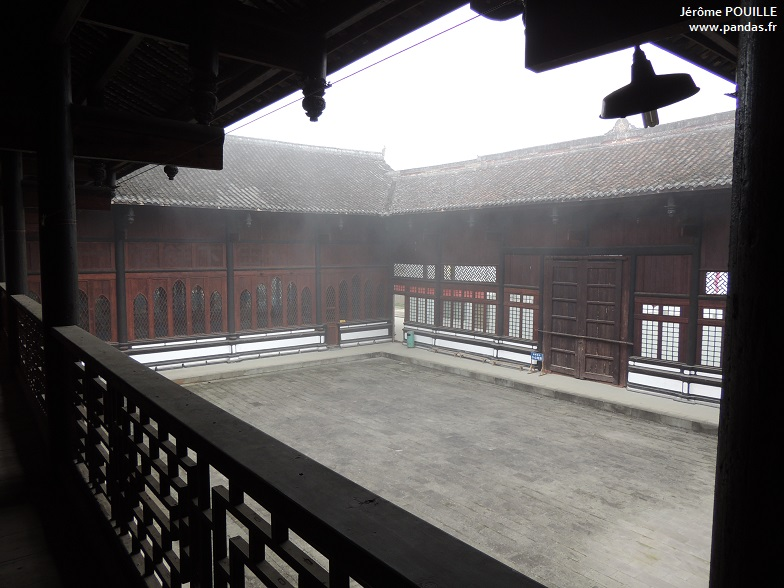
聖母領報堂內院
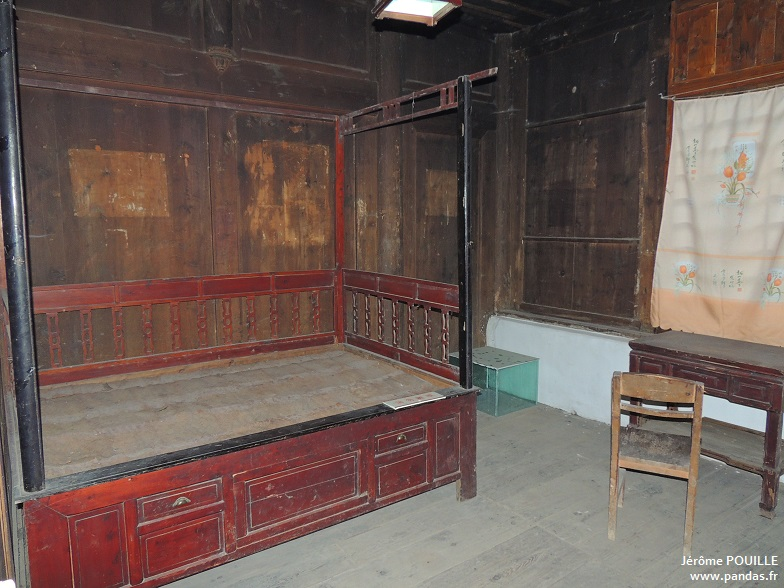
譚衛道曾居住的房間

## 外部連結
- YouTube上的鄧池溝聖母領報堂
- YouTube上的Majestic Wooden Gothic Church 鄧池溝戴維小鎮